# Правомерность провозглашения независимости Косова
Соответствие международному праву одностороннего провозглашения независимости временными органами самоуправления Косова — официальное название разбирательства в Международном суде ООН в Гааге. Процесс прошёл в форме выработки консультативного заключения Суда на вопрос, поставленный Генеральной Ассамблеей ООН по инициативе Сербии.

## Предыстория
17 февраля 2008 года албанские власти Автономного края Косова и Метохии в одностороннем порядке провозгласили независимость от Сербии и создание Республики Косово. Независимость была поддержана отдельными странами мира.
8 октября по предложению делегации Сербии Генеральная Ассамблея ООН обратилась в Международный суд с просьбой вынести консультативное заключение по этому поводу и дать ответ на вопрос: «Соответствует ли одностороннее провозглашение независимости временными институтами самоуправления Косова нормам международного права?». Соответствующую резолюцию Генеральной Ассамблеи поддержали 77 государств, 74 страны воздержались и 6 проголосовали против:
| «За» | «Против»                                                                      | «Воздержались» |
| --- | ----------------------------------------------------------------------------- | --- |
| Азербайджан, Алжир, Ангола, Антигуа и Барбуда, Аргентина, Белоруссия, Боливия, Ботсвана, Бразилия, Бруней, Восточный Тимор, Вьетнам, Гайана, Гватемала, Гвинея, Гондурас, Греция, Демократическая Республика Конго, Джибути, Доминика, Доминиканская Республика, Египет, Замбия, Зимбабве, Индия, Индонезия, Иран, Исландия, Испания, Казахстан, Камбоджа, Кения, Кипр, Китай, Коста-Рика, КНДР, Куба, Киргизия, Лесото, Лихтенштейн, Мадагаскар, Маврикий, Мексика, Мьянма, Намибия, Никарагуа, Нигер, Нигерия, Норвегия, Панама, Папуа-Новая Гвинея, Парагвай, Республика Конго, Россия, Румыния, Сальвадор, Свазиленд, Сент-Винсент и Гренадины, Сербия, Сингапур, Сирия, Словакия, Соломоновы Острова, Судан, Суринам, Танзания, Черногория, Чили, Узбекистан, Уругвай, Фиджи, Филиппины, Шри-Ланка, Экваториальная Гвинея, Эритрея, ЮАР, Ямайка | Албания, Маршалловы Острова, Науру, Палау, США, Федеративные Штаты Микронезии | Австралия, Австрия, Андорра, Армения, Афганистан, Багамские Острова, Бангладеш, Барбадос, Бахрейн, Белиз, Бельгия, Бенин, Болгария, Буркина-Фасо, Бутан, Вануату, Великобритания, Венгрия, Гаити, Гана, Германия, Гренада, Грузия, Дания, Израиль, Иордания, Ирландия, Италия, Йемен, Камерун, Канада, Катар, Колумбия, Латвия, Ливан, Литва, Люксембург, Македония, Малайзия, Мальта, Марокко, Молдавия, Монако, Монголия, Непал, Нидерланды, Новая Зеландия, ОАЭ, Оман, Пакистан, Перу, Польша, Португалия, Республика Корея, Самоа, Сан-Марино, Саудовская Аравия, Сенегал, Сент-Люсия, Словения, Сьерра-Леоне, Таиланд, Того, Тринидад и Тобаго, Уганда, Украина, Финляндия, Франция, Хорватия, Чехия, Швейцария, Швеция, Эстония, Япония |

После получения запроса от Генеральной ассамблеи Международный суд обратился с просьбой к государствам — членам ООН предоставить до 17 апреля 2009 года свои письменные мнения. Тридцать шесть государств (21 — из числа признавших независимость Косова, 15 — из числа не признавших) прислали свои мнения. Венесуэла представила своё мнение с опозданием, 24 апреля, но и её доклад был также принят к рассмотрению.
До 17 июля 2009 года всем участникам процесса давалась возможность направить в Международный суд комментарии к присланным ранее докладам других стран. К моменту начала процесса 1 декабря независимость Косова признало 63 государства.

## Состав суда
Состав суда на момент прохождения процесса выглядит следующим образом: 5 судей от стран — постоянных членов Совета безопасности ООН, 2 — от группы «Западной Европы и других государств», 1 — Восточной Европы, 2 — Азии, 2 — Латинской Америки, 3 — Африки.
|                   | Судья                            | Государство    | Позиция судьи по вопросу | Позиция государства по Косову |
| ----------------- | -------------------------------- | -------------- | ------------------------ | ----------------------------- |
| Председатель      | Хисаси Овада                     | Япония         | Соответствует            | Признание                     |
| Вице-председатель | Петер Томка                      | Словакия       | Не соответствует         | Непризнание                   |
| Судьи             | Ронни Абраам                     | Франция        | Соответствует            | Признание                     |
| Судьи             | Аон Шаукат Аль-Хасауна           | Иордания       | Соответствует            | Признание                     |
| Судьи             | Бернардо Сепульведа Амор         | Мексика        | Соответствует            | Непризнание                   |
| Судьи             | Мохаммед Беннуна                 | Марокко        | Не соответствует         | Непризнание                   |
| Судьи             | Томас Бюргенталь                 | США            | Соответствует            | Признание                     |
| Судьи             | Кристофер Гринвуд                | Великобритания | Соответствует            | Признание                     |
| Судьи             | Бруно Зимма                      | Германия       | Соответствует            | Признание                     |
| Судьи             | Кеннет Кит                       | Новая Зеландия | Соответствует            | Признание                     |
| Судьи             | Абдул Г. Корома                  | Сьерра-Леоне   | Не соответствует         | Признание                     |
| Судьи             | Леонид Скотников                 | Россия         | Не соответствует         | Непризнание                   |
| Судьи             | Антонио Аугусто Кансадо Триндаде | Бразилия       | Соответствует            | Непризнание                   |
| Судьи             | Ши Цзююн                         | Китай          | -                        | Непризнание                   |
| Судьи             | Абдулкави Ахмед Юсуф             | Сомали         | Соответствует            | Признание                     |

Из государств, представленных в Суде, независимость Косова признали 9, не признали — 6 (хотя судьи обязаны голосовать лишь по внутреннему убеждению и не получать инструкций от своих государств).

## Участники процесса
В письменной стадии процесса приняли участие 36 государств и албанские власти Косова. В устных слушаниях участвовали представители 28 государств, а также косовских албанцев. Среди государств — участников процесса — 15 признавших и 13 — не признавших независимость Косова:
| Страны, признавшие независимость Косова | Страны, не признавшие независимость Косова                                                                                         |
| --- | --- |
| Австрия · Албания · Болгария · Бурунди · Великобритания · Германия · Дания · Иордания · Нидерланды · Норвегия · Саудовская Аравия · США · Финляндия · Франция · Хорватия | Азербайджан · Аргентина · Беларусь · Боливия · Бразилия · Венесуэла · Вьетнам · Испания · Кипр · Китай · Россия · Румыния · Сербия |

Бахрейн и Лаос изначально выражали желание участвовать в слушаниях, но позднее отказались.

## Ход процесса
Основные публичные слушания прошли с 1 по 11 декабря, после которых судьи должны были вынести консультативное решение.

### 1 декабря
Выступление основных участников процесса, каждому из которых отведено по 3 часа:
10:00-13:00 — выступление представителей Сербии.
От имени сербской стороны вступительную речь произнёс посол Душан Батакович. Затем аргументы изложили юристы Малькольм Шо, Андреас Циммерман, Марсело Коэн, Владимир Джерич и Саша Обрадович.
15:00-18:00 — изложение своих позиций представителями авторов декларации независимости.
Команду представителей правительства Косова возглавлял министр иностранных дел Скендер Хисени; также в неё входили британский адвокат Майкл Вуд, профессор Шон Мёрфи и научный сотрудник Парижского университета Даниэль Мюллер.

### 2-11 декабря
Изложение своих позиций представителями остальных государств, каждому из которых отведено по 45 минут. Представители стран привели свои доводы при ответе на вопрос: «Соответствует ли одностороннее провозглашение независимости временными институтами самоуправления Косова нормам международного права?»
| Дата       | Страна            | Докладчики                                                            | Основная позиция |
| ---------- | ----------------- | --------------------------------------------------------------------- | ---------------- |
| 2 декабря  | Германия          | Юрисконсульт МИД Германии Сьюзен Васум-Райнер                         | Соответствует    |
| 2 декабря  | Албания           | Профессор Йохан Фровайн Посол Албании в Нидерландах Газменд Барбулуши | Соответствует    |
| 2 декабря  | Саудовская Аравия | Посол Саудовской Аравии в Нидерландах Абдулах Алшагруд                | Соответствует    |
| 2 декабря  | Аргентина         | Руководитель юридической службы МИД Аргентины Сузанна Луис Черути     | Не соответствует |
| 3 декабря  | Австрия           | Гельмут Тихи                                                          | Соответствует    |
| 3 декабря  | Беларусь          | Елена Гриценко                                                        | Не соответствует |
| 3 декабря  | Азербайджан       | Акшин Мехдиев                                                         | Не соответствует |
| 4 декабря  | Боливия           |                                                                       | Не соответствует |
| 4 декабря  | Бразилия          |                                                                       | Не соответствует |
| 4 декабря  | Болгария          |                                                                       | Соответствует    |
| 4 декабря  | Бурунди           |                                                                       | Не соответствует |
| 7 декабря  | Китай             |                                                                       | Не соответствует |
| 7 декабря  | Кипр              |                                                                       | Не соответствует |
| 7 декабря  | Хорватия          |                                                                       | Соответствует    |
| 7 декабря  | Дания             |                                                                       | Соответствует    |
| 8 декабря  | Испания           | Консепсьон Эскобар Эрнандес                                           | Не соответствует |
| 8 декабря  | США               | Харолд Хонджу Кох                                                     | Соответствует    |
| 8 декабря  | Россия            | Руководитель правового департамента МИД Кирилл Геворгян               | Не соответствует |
| 8 декабря  | Финляндия         | Пяиви Каукоранта                                                      | Соответствует    |
| 9 декабря  | Франция           |                                                                       | Соответствует    |
| 9 декабря  | Иордания          |                                                                       | Соответствует    |
| 9 декабря  | Норвегия          |                                                                       | Соответствует    |
| 10 декабря | Румыния           | Богдан Ауреску                                                        | Не соответствует |
| 10 декабря | Нидерланды        | Лисбет Лайнзад                                                        | Соответствует    |
| 10 декабря | Великобритания    | Даниэл Бетлехем Джеймс Кроуфорд                                       | Соответствует    |
| 11 декабря | Венесуэла         |                                                                       | Не соответствует |
| 11 декабря | Вьетнам           |                                                                       | Не соответствует |

## Позиции сторон процесса

### Сербия
Сербия подготовила письменное обоснование своей позиции в виде двух томов. Первый том объёмом около 350 страниц содержит документы и карты, отражающие положение Косова со времен турецкого владычества, затем — в составе Королевства Сербия, Королевство сербов, хорватов и словенцев, Королевства Югославии, СФРЮ, СРЮ, Сербии и Черногории, и до сегодняшнего дня, когда Сербия вновь существует как отдельное государство. Второй том объёмом около 600 страниц содержит документы, доказывающие незаконность акта о провозглашении независимости края. В основу аргументации сербской стороны легли доводы о том, что были нарушены важные документы внутреннего и международного права: Конституция Сербии, Резолюция 1244 СБ ООН, Кумановское военно-техническое соглашение (1999 год), Хельсинкский заключительный акт.

### Представители косовских албанцев
Позиции, доказывающие легитимность независимости, изложены на 500 страницах документов. Главные доводы косовской делегации сводились к тому, что международное право не рассматривает декларацию о независимости и, следовательно, такая декларация не может быть в противоречии с международным правом. Предполагалось, что представители Косова укажут, что самоопределение позволило жителям Косова обеспечить соблюдение прав человека. Адвокаты также апеллировали к реалиям, учитывая, что независимость Косова на момент обсуждения признали уже 63 страны.

### Германия
Сьюзен Васум-Райнер предложила судьям рассматривать случай Косова с учётом принципа эффективности, то есть, принимая во внимание ситуацию на месте. Она сказала, что одностороннее провозглашение независимости не находится в противоречии с нормами международного права и резолюцией Совбеза ООН 1244, а также не нарушает принципа территориальной целостности. По её оценке, провозглашение независимости стало «шагом вперед для народа Косова, который имеет специфическую историю и окружение». «Косово стало независимым государством, поскольку его признали 63 члена ООН и 109 членов МВФ и Всемирного банка», — заключила Васум-Райнер.
Йохен Фровайн заявил, что отделение Косова «не имеет ничего общего с международным правом», отметив, что большинство стран ООН не желает принимать участие в дискуссии относительно консультативного заключения. «Нет международного закона, который запрещает отделение как таковое». По его словам, отделение запрещено, если оно стало последствием вторжения другого государства или решения расистского режима. Добавил, что отделение Косова не нарушило резолюции СБ ООН 1244 , поскольку этот документ не исключает такой возможности. На момент принятия резолюции в 1999 году никто не думал о том, что в ходе переговорного процесса не удастся прийти к компромиссному решению по вопросу о статусе Косова.

### Албания
Газменд Барбулуши заявил, что власти Сербии «десятилетиями систематически нарушали права человека в Косове». Рассказал, что эта политика достигла апогея в 1999 году, кода была предпринята «самая большая кампания этнической чистки после Второй мировой войны». В ходе этой кампании тысячи человек были убиты и 1,5 миллиона изгнаны из своих домов. «Теперь Косово является независимым многоэтническим обществом, приверженным демократическим ценностям и стремящимся к миру на Балканах».

### Саудовская Аравия
Абдулах Алшагруд заявил, что отделение Косова соответствует международному праву.

### Аргентина
Сузанна Луис Черути (Susana Ruiz Cerutti) заявила, что «одностороннее провозглашение независимости южной сербской провинцией нарушило суверенитет и территориальную целостность Сербии». «Этот шаг не соответствует нормам международного права». Провозглашение независимости Косова не было самостоятельным актом, поскольку это решение было принято в координации со странами, поддерживавшими такой сценарий. Ряд стран поддержал Косово как государство ещё до того, как произошло отделение, подчеркнула представительница Аргентины. Черути указала, что мнение суда по вопросу о законности одностороннего провозглашения независимости будет иметь далеко идущие последствия для международного права.

### Австрия
Гельмут Тихи заявил: «В международном праве отсутствует положение, запрещающее принятие декларации о независимости и отделение». Тихи отметил, что в Косове декларацию о независимости приняли «избранные представители, которые выразили волю народа Косова». Провозглашение независимости Косова не находится в противоречии с резолюцией СБ ООН 1244. Тихи указал, что создание нового государства идет вразрез с международным правом только в случае незаконного применения силы, нарушения международных договоров, как в случае с Кипром, или когда это решение принимает расистский режим меньшинства, как это произошло в бывшей Родезии. Тихи сказал, что одностороннее провозглашение независимости Косова не нарушило принципа территориальной целостности и суверенитета Сербии. По его словам, этот принцип применим, только если другие страны нарушают целостность определённого государства, а не в случае, когда часть страны стремится к отделению. Выразил надежду, что решение вопроса о законности независимости Косова внесет «вклад в диалог о сотрудничестве между Сербией и Косовом, а также будет способствовать стабильности и миру в регионе».

### Белоруссия
Елена Гриценко заявила: «Беларусь считает, что нет убедительных правовых аргументов в пользу отделения Косова от Сербии». По её словам, в Косове не было условий для самоопределения и отделения, которые предусмотрены международным правом. Гриценко сказала, что отделение в соответствии с международным правом было разрешено в бывших колониях, или случаях, когда меньшинству долгое время отказывалось в участии в работе правительства. Представительница Беларуси указала, что расчленение суверенного государства недопустимо. Напомнила, что в Конституции СФРЮ от 1974 года Косово получило широкую автономию и статус федеральной единицы. Она сказала, что последовавшее позднее ограничение статуса «не узаконивает право албанцев на самоопределение». Представительница Белоруссии отметила, что резолюция 1244 СБ ООН подтверждала суверенитет и территориальную целостность СРЮ (ныне Сербия). Она подчеркнула, что власти в Белграде предложили косовским албанцам существенную автономию и самоуправление, удовлетворяющие их право на «внутреннее» самоопределение.

### Азербайджан
По словам Представителя Азербайджана, край, объявляющий об отделении в нарушение внутренних законов государства, не может рассматриваться как государство.

### Россия
Кирилл Геворгян заявил, что международное право «не позволяет Косову объявить независимость, поскольку население Косова не пользуется правом на самоопределение». Россия считает, что резолюция СБ ООН 1244, гарантирующая территориальную целостность и суверенитет Сербии, остаётся в силе, и что все стороны обязаны её соблюдать. Геворгян сказал, что резолюция 1244 предусматривает, что решение о статусе Косова должно быть согласованным, и запрещает односторонние шаги. Он добавил, что это положение не может быть изменено по решению спецпредставителя генсека ООН Мартти Ахтисаари, рекомендовавшего ещё до окончания переговоров независимость в качестве единственного решения. Заявил, что временный международный режим, введенный в Косове в соответствии с резолюцией 1244, может быть отменен только Советом Безопасности ООН. Геворгян напомнил, что СБ ООН признал незаконным независимость Северного Кипра и Родезии, поскольку отделение запрещено «вне контекста колоний». Россия указала, что серьёзное нарушение прав человека в Косове в 1990-е годы «не может быть оправданием для одностороннего провозглашения независимости в 2008 году».

### Испания
Консепсьон Эскобар Эрнандес заявила: «Одностороннее провозглашение независимости не может быть в соответствии с международным правом, поскольку оно нарушает принцип территориальной целостности и суверенитета Сербии, содержащийся в резолюцию 1244 СБ ООН». По её оценке, резолюция 1244 устанавливала «баланс между интересами обеих сторон, а также двух основных принципов — территориальной целостности и суверенитета СРЮ и права албанцев на самоопределение через органы самоуправления». Испания считает, что резолюция 1244 остаётся в силе, и что процесс поиска политического решения продолжается до тех пор, пока СБ ООН не примет иное решение.

### США
Харолд Хонджу Кох сказал: «США призывают Международный суд оставить декларацию о независимости Косова без изменений как выражение воли народа Косова, либо отказаться комментировать её законность, либо заявить, что международное право не запрещает отделение». Он назвал Косово «особым случаем». США считают, что резолюция 1244 «предполагает, хотя и не предопределяет» независимость Косова в качестве окончательного результата. Указал, что 9 из 15 членов СБ ООН, которые голосовали в 1999 году за резолюцию 1244, позднее признали Косово. Отметил, что резолюция 1244 гарантирует территориальную целостность не Сербии, а Союзной Республики Югославия, которой в настоящее время не существует, и только в течение переходного периода международной администрации в Косове. Легитимность декларации о независимости вытекает из того факта, что косовские албанцы годами подвергались кампании насилия, кульминацией которой в 1999 году стало «убийство 10 тысяч и изгнание около одного миллиона человек».

### Финляндия
Пяиви Каукоранта назвала декларацию о независимости Косова «политическим актом», основанным на событиях прошлого. Она сказала, что провозглашение независимости стало результатом провала переговоров между Белградом и Приштиной.

### Румыния
Богдан Ауреску заявил, что поддержка заявлений о том, что международное право допускает одностороннее отделение и принцип территориальной целостности, применим только в отношениях между государствами, имела бы очень серьёзные последствия для международного правопорядка. Ауреску подчеркнул, что Международному суду «не следует четко отвечать на вопрос, поставленный Генеральной ассамблеей ООН», поскольку реальная проблема, которую должен решить суд, в том, «позволяет ли международное право создание новых государств путём одностороннего отделения в сложившихся обстоятельствах, которые сейчас рассматриваются». Румынская делегация указала, что декларация о независимости Косова нарушает не только международное право, но и соответствующие резолюции СБ ООН, которые предусматривают, что окончательный статус Косова должен быть определён в ходе переговоров и основываться на соглашении обеих вовлеченных сторон.

### Нидерланды
Лисбет Лайнзад заявила, что народ Косова имеет право на самоопределение и отделение от Сербии, поскольку власти в Белграде многие годы систематически нарушали права косовских албанцев. «Таким образом, международное право допускает провозглашение независимости Косова», — сказала Лайнзад, отклонив довод о том, что это может стать опасным прецедентом в международном праве. Народы имеют право на самоопределение в качестве «последнего средства», если они лишены этого права в данном государстве и все другие возможности исчерпаны в ходе политического процесса и переговоров, считает представительница Нидерландов.

### Великобритания
Дэниэл Бетлехем сказал: «Сербия ясно дала понять, что она никогда не согласится на независимость Косова, а Косово не хочет быть частью Сербии. Суды не могут заставить враждующие пары оставаться в браке». По его мнению, независимость Косова принесла стабильность в регион после болезненного десятилетия, начавшегося с танков вокруг ассамблеи Косова в 1989, когда была ограничена автономия края, и закончившегося кампанией по массовому изгнанию албанцев в 1999 году. Британский представитель сказал, что ни в одной части резолюции 1244 СБ ООН не говорится, что независимость запрещена. Джеймс Кроуфорд сказал, что международное право не запрещает право народов на самоопределение и отделение после внутренних конфликтов. По его оценке, подтверждением тому служит нейтральная позиция генерального секретаря ООН и Совет Безопасности по вопросу о независимости Косова.

## Итог процесса
Консультативное заключение было оглашено 22 июля 2010 года на открытом заседании в Большом зале правосудия во Дворце Мира в Гааге. Это заключение не имеет обязательной силы. Суд решил, что он обладает юрисдикцией по делу, девятью голосами против пяти (судьи Томка, Корома, Кит, Скотников, Беннуна) решил выдать консультативное заключение, и десятью голосами против четырёх (судьи Томка, Корома, Скотников, Беннуна) решил, что декларация независимости Косова не нарушает международного права.
Суд решил не рассматривать вопрос о пределах права на самоопределение и о возможности права на сецессию как средство правовой защиты, как выходящие за рамки заданного ему вопроса (§ 83), и решил, что общее международное право не содержит запрета деклараций независимости (§ 84). Суд также не усмотрел в декларации независимости Косова противоречий с применимыми специальными нормами международного права — резолюцией Совета безопасности ООН № 1244 от 10 июня 1999 года (так как счёл, что резолюция не запрещала авторам декларации её издать — § 119) и Конституционными рамками UNMIK (так как счёл, что декларация не была принята временными органами самоуправления Косова — § 121).
Вице-президент суда Томка в своей декларации высказал мнение, что суду не следовало давать Генеральной Ассамблее консультативного заключения по вопросу, входящему в компетенцию Совета Безопасности. Также он счел, что декларацию независимости издали органы временного самоуправления Косова, превысив свои полномочия, а окончательное урегулирование статуса Косова было бы возможным либо по решению СБ ООН, либо по договоренности Белграда и Приштины. Судья Зимма в своей декларации заявил, что суд дал ответ на более узкий вопрос, чем был задан, и суду следовало дать заключение не только о том, противоречило ли, но и о том, соответствовало ли провозглашение независимости Косова международному праву.
В своих особых мнениях судья Кит выразил мнение, что суду следовало отказаться давать консультативное заключение Генеральной Ассамблее, судья Сепульведа-Амор — что авторы декларации независимости действовали как временные органы самоуправления Косова, и поэтому суду следовало расценить соответствие декларации Конституционным рамкам и резолюции № 1244, а также что суду следовало высказаться по ряду вопросов, включая права Совбеза в области территориальной целостности государств, право на самоопределение и сецессию как средство правовой защиты. Судья Юсуф в особом мнении счел, что Конституционные рамки не являлись актом международного права, а также, что суду следовало дать ответ на вопрос о применимости права на самоопределение в случае Косова. Особое мнение судьи Кансаду Триндади дало собственное обоснование решению суда дать консультативное заключение и выразило мнение, что суду следовало уделить больше внимания фактическим обстоятельствам дела, а также обратило внимание на ряд вопросов философии права.
В своем расходящемся мнении судья Корома счел, что суд ответил не на тот вопрос, что был ему задан, а декларация независимости была издана временными органами самоуправления Косова и противоречила как общему международному праву, так и резолюции № 1244, и Конституционным рамкам. Судья Беннуна в расходящемся мнении высказал мнение, что суду не следовало давать консультативное заключение, подменяя Совет Безопасности, отметил, что суд неверно интерпретировал заданный ему вопрос, и выразил мнение, что декларация независимости Косова противоречила резолюции № 1244 и Конституционным рамкам. В расходящемся мнении судьи Скотникова утверждается, что суду не следовало давать консультативное заключение, подменяя Совет Безопасности, что большинство суда не дало ответа на вопрос о том, чем действия авторов декларации, по признанию большинства, совершенные вне рамок правового режима, установленного для переходного периода, отличаются от его нарушения, и что резолюцию № 1244 невозможно истолковать, как разрешающую одностороннее разрешение вопроса о статусе Косова, — окончательное решение должно быть утверждено Совбезом.